# Río Antuã
Antuã es un río portugués, ubicado en el distrito de Aveiro. Es el más importante afluente de la Ria de Aveiro después el río Voga. Su nombre se encuentra unido al anterior nombre de Estarreja: Antuão o Anterão. Tiene su fuente entre Romariz y Fajões, cerca de S. João da Madeira, y finaliza al oeste de Estarreja, en las aguas de la Ria de Aveiro. Las principales ciudades cerca de sus orillas son S. João da Madeira, Oliveira de Azeméis y Estarreja. Su principal afluente es el Ínsua. Tiene una longitud total de alrededor de 38 kilómetros.